# Sueco estándar
El sueco estándar (standardsvenska) hace mención al idioma sueco, hablado y escrito como una lengua estándar. El sueco escrito tiene una gran homogenidad a lo largo de todos los hablantes del idioma, sin embargo la fonética del idioma varía sensiblemente de unas zonas a otras. Así se han desarrollado diversos dialectos de prestigio alrededor de las grandes zonas urbanas, como Estocolmo, Gotemburgo y Malmö-Lund. El sueco estándar deriva del dialecto empleado en Estocolmo.
En la actualidad casi la totalidad de los suecos usan el sueco estándar, y también la mayoría de hablantes de sueco en Finlandia. El término standardsvenska se usa casi exclusivamente de forma académica, mientras que los no lingüistas usan más comúnmente los términos rikssvenska (sueco nacional), y en menor medida högsvenska (alto sueco). El alto sueco tenía originalmente el mismo significado que sueco nacional, haciendo mención al dialecto relativo a la capital sueca, pero durante el siglo XX su significado cambió para designar el dialecto de prestigio propio de Helsinki.
A diferencia de otros idiomas, la lengua estándar del sueco no es hablada de forma totalmente uniforme. Aunque sí existe una uniformidad en cuanto a fonología, no la hay en cuanto a fonética. Así se aceptan tres grandes dialectos del sueco estándar, el central, el del sur y el de Finlandia. Hay muchas variedades regionales de la lengua estándar específicas de áreas geográficas de distintos tamaños. Estas variedades reciben con frecuencia influencia de los dialectos auténticos, mientras que su estructura gramatical y fonológica se parece mucho a los dialectos del sueco central, que es el hablado por más personas. En los medios de comunicación no es extraño encontrar periodistas que hablan con un marcado acento regional, si bien la pronunciación más común, que también es considerada la más formal, es el sueco estándar central.